# بالاسوفكا
بالاسوفكا (بالروسية: Палласовка) هي إحدى مدن روسيا في الكيان الفدرالي الروسي فولغوغراد أوبلاست.